# Cavia intermedia
Cavia intermedia är en gnagare i släktet egentliga marsvin som förekommer endemisk på en ö öster om Brasilien.
Arten blir 200 till 400 mm lång, saknar svans och väger 495 till 700 g. Den långa och lite styva pälsen har på ovansidan en brun till gråbrun färg. Vid halsens baksida är håren lite längre och på öronen saknas hår. Liksom andra marsvin har Cavia intermedia korta extremiteter. Vid framtassarna förekommer fyra fingrar och vid bakfötterna tre tår. Fingrar och tår är utrustade med klor. Vuxna honor och hanar har samma storlek vad som skiljer arten från andra vilda marsvin.
Utbredningsområdet är begränsat till ön Moleques do Sul som ligger framför den brasilianska delstaten Santa Catarina i Atlanten. Cavia intermedia vistas i gräsmarker som ligger intill klippiga öknar. Här växer främst pampasgräs (Cortaderia selloana), gräsarten Paspalum vaginatum, gräsarten Stenotaphrum secundatum och glest fördelade buskar.
Detta marsvin äter främst gräs. Vid en studie som utfördes 1991 registrerades 6,6 exemplar per hektar. Honor kan para sig under alla årstider och per kull föds en eller två ungar. Allmänt antas att levnadssättet är lika som hos andra marsvin.
Arten jagas troligtvis av rovlevande fåglar som sydlig tofskarakara, gulhuvad karakara och chimangokarakara.
Enligt en uppskattning från 2016 finns endast 42 könsmogna exemplar kvar. Kanske jagas några individer för köttets skull. IUCN listar arten som akut hotad (CR).